# Dallin Bachynski
Dallin Bachynski (ur. 21 czerwca 1991 w Calgary) – kanadyjski koszykarz pochodzenia polskiego, występujący na pozycji środkowego.
W 2015 wystąpił w dwóch spotkaniach letniej ligi NBA, reprezentując Toronto Raptors.
1 marca 2017 został zawodnikiem Energi Czarnych Słupsk.
Jego starszy brat Jordan jest także zawodowym koszykarzem. Reprezentował barwy drużyny akademickiej Arizona State. Zawodowo występował w Eskişehir Basket, Westchester Knicks, Nagoya Diamond Dolphins, Levanga Hokkaido. W 2014 roku został liderem NCAA w blokach, defensywnym zawodnikiem roku Pac-12, zaliczono go także do I składu konferencji oraz defensywnego Pac-12. Dwa lata później został wybrany do III składu D-League, pierwszego defensywnego oraz meczu gwiazd tej ligi.

## Osiągnięcia
Stan na 14 marca 2017, na podstawie, o ile nie zaznaczono inaczej.
NCAA
- Uczestnik rozgrywek Sweet Sixteen turnieju NCAA (2015)
- Zaliczony do składu Honorable Mention All-Academic Pac-12 (2014)